# مجید کاظمی (موسیقیدان)
مجید کاظمی (زاده ۲۹ آبان ۱۳۶۳، تهران) آهنگساز، تنظیم‌کننده، تهیه‌کننده و خواننده ایرانی ساکن آلمان است. وی فعالیت موسیقی خود را در سال ۱۳۷۹ در تهران در سبک‌های راک و پاپ آغاز کرد.
مجید کاظمی در ۱۶ سالگی شروع به فراگرفتن سازهای تنبک و سنتور می‌کند و در ۱۸ سالگی برای اولین بار گیتار اسپانیش در دست می‌گیرد. چندی بعد در حال فراگیری گیتار اسپانیش شروع به یادگیری گیتار الکتریک می‌کند.

## آغاز فعالیت
حدود ۲۰ سالگی در سال ۱۳۸۳ با دوستانش گروه "بوم" که بعدها به "کوایت بوم" تغییر نام داد را در سبک فانک راک راه اندازی کرد. برگزاری اولین کنسرت با گروه "بوم" در سال ۱۳۸۵ در سالن آمفی تئاتر کانون فرهنگی مفتح در تهران، بیش از پیش عزم او را برای ادامه این راه جزم کرد. ماحصل تلاشهای اعضای گروه، ضبط آلبوم "غرش خاموش" و برگزاری آخرین اجرای آنان در "انجمن فرهنگی ایران - اتریش" قبل از خروج مجید کاظمی از ایران بود. البته آلبوم غرش خاموش در سال ۲۰۱۱ یعنی سه سال بعد از تولید در آلمان منتشر شد.

### مهاجرت به آلمان
مجید کاظمی در سال ۲۰۰۹ میلادی به کشور آلمان مهاجرت کرد و به عنوان آهنگساز، تنظیم‌کننده و تهیه‌کننده موسیقی مشغول به کار شد و مجموعه ریورس استودیو را راه اندازی کرد. او همچنین در سال ۲۰۱۹  شرکت تولید و انتشارات موسیقی آهنگزرکوردز را تاسیس کرد.

## فعالیت در آلمان

### آهنگسازی و تنظیم
میکس و مسترینگ یک آلبوم رپ به نام سال خون شروع کار او با شاهین نجفی بود. تأثیرپذیری ملودی، تنظیم و شعر از یکدیگر و جهت‌گیری به ژانرهای مختلف، آن‌ها را تبدیل به زوج مکمل کرد. تنظیم و آهنگسازی آلبوم‌ها و تک‌آهنگ‌های زیادی به عهده او بوده‌است از جمله همکاری در آلبوم هیچ هیچ هیچ، آلبوم ترامادول و ای پی آلبوم ۱۴۱۴، ص و رادیکال و همین‌طور تنظیم تک ترک‌های بسیاری از شاهین نجفی که مجید کاظمی بر عهده گرفته‌است.
او همچنین در آبان ماه سال ۱۳۹۶ به دلیل اختلافاتی با شاهین نجفی قطع همکاری کرد که حاشیه‌های فراوانی در پی داشت.
او در سال ۲۰۱۶ آهنگسازی و تنظیم قطعه‌ای به نام دموکراسی از هانی مجتهدی (خواننده کرد اهل سنندج) را برعهده گرفت. و همچنین در سال ۱۳۹۵ کار تنظیم اولین تک‌آهنگ امیرحسین افتخاری برنده مسابقه تلویزیونی استیج به نام صبر با مجید کاظمی بود.

### خوانندگی
او در تاریخ ۱۰ آبان ۱۳۹۳ دومین آلبوم استدیویی خود به نام آدرنالیسم را در ۹ تک‌آهنگ منتشر کرد. اشعار این آلبوم توسط علی عبدالرضایی سروده شده‌است.
از تک‌آهنگ‌های او می‌توان به چند همکاری با شاهین نجفی از جمله آهنگ‌های هذیان، با ما و اعدام اشاره کرد و ترک آلزایمر که به نوعی ادامه آلبوم آدرنالیسم بود. تک‌آهنگ دیگری نیز به نام گمشده با سبک و سیاق آهنگ‌های دهه ۵۰ و شعری از علی عبدالرضایی از او منتشر شد.
آلبوم ایزوله همکاری موفق بین ایرج جنتی عطایی و مجید کاظمی، در سبک پاپ راک / ایندی در سال ۲۰۱۷ منتشر شد و در اذامه این همکاری تک آهنگ گریه جواب می‌دهد در اواسط سال ۲۰۱۸ منتشر شد.
در ادامه قطعاتی با شعر ایرج جنتی عطایی با عنواین «سلول مرگ»، «جوانه» و «شناسنامه» منتشر نمود.

### اجراهای زنده
مجید کاظمی تا به حال چند کنسرت در شهرهایی همچون کلن، هامبورگ، آمستردام برگزار کرده‌است.

### ویدئو کلیپ‌ها
مجید کاظمی در چند کلیپ حضور داشته که از موزیک ویدئو کاری بکن و این کجا و آن کجا از آلبوم آدرنالیسم و هذیان با شاهین نجفی و تک‌آهنگ گمشده می‌توان نام برد.
قطعه شبگوشه از آلبوم ایزوله نیز ویدئو کلیپ شده‌است.
قطعه «تبعیدی» نیز با کارگردانی مصطفی هروی ویدئو شده‌است.

### قطع همکاری با شاهین نجفی
همکاری مجید کاظمی و شاهین نجفی در آبان سال 1397 به دلایل نامعلومی قطع شد که حاشیه های فراوانی در پی داشت. چندی بعد، نجفی در پخش زنده اینستاگرامش مدعی شد که همکاری آنها از سوی کاظمی قطع شده و او نیز ارتباط خود را به طور کامل با کاظمی قطع کرده است. کاظمی تاکنون هیچ واکنشی نسبت به قطع همکاری با نجفی نداشته.

## ترانه‌شناسی و آلبوم‌ها

### ترک لیست آلبوم غرش خاموش
آلبوم غرش خاموش در مجموع نه ترانه دارد که عبارتند از:
| نام ترک       | شعر        | موسیقی و تنظیم |
| ------------- | ---------- | -------------- |
| انتظار        | مجید کاظمی | گروه کوایت بوم |
| فریاد         | مجید کاظمی | گروه کوایت بوم |
| از آسمون بپرس | مجید کاظمی | گروه کوایت بوم |
| بیدار شو      | مجید کاظمی | گروه کوایت بوم |
| بی تو         | مجید کاظمی | گروه کوایت بوم |
| ببر           | مجید کاظمی | گروه کوایت بوم |
| بُهت           | مجید کاظمی | گروه کوایت بوم |
| مکر           | مجید کاظمی | گروه کوایت بوم |
| وارونه        | مجید کاظمی | گروه کوایت بوم |

### ترک لیست آلبوم آدرنالیسم
آلبوم آدرنالیسم در مجموع نه ترانه دارد که عبارتند از:
| نام ترک          | شعر            | موسیقی و تنظیم |
| ---------------- | -------------- | -------------- |
| متال مجلسی       | بی کلام        | مجید کاظمی     |
| آدرنالین         | علی عبدالرضایی | مجید کاظمی     |
| کاری بکن         | علی عبدالرضایی | مجید کاظمی     |
| زخمه             | علی عبدالرضایی | مجید کاظمی     |
| نه               | علی عبدالرضایی | مجید کاظمی     |
| این کجا و آن کجا | ایرج میرزا     | مجید کاظمی     |
| بازنده           | علی عبدالرضایی | مجید کاظمی     |
| خیانت            | علی عبدالرضایی | مجید کاظمی     |
| اپی نفرین        | علی عبدالرضایی | مجید کاظمی     |

### ترک لیست آلبوم ایزوله
| نام ترک         | شعر             | موسیقی و تنظیم |
| --------------- | --------------- | -------------- |
| نگران من نباش   | ایرج جنتی عطایی | مجید کاظمی     |
| تبعیدی          | ایرج جنتی عطایی | مجید کاظمی     |
| بترس از من      | ایرج جنتی عطایی | مجید کاظمی     |
| فرودگاه         | ایرج جنتی عطایی | مجید کاظمی     |
| شبگوشه          | ایرج جنتی عطایی | مجید کاظمی     |
| خواهرک          | ایرج جنتی عطایی | مجید کاظمی     |
| همیشه دیر می‌رسم | ایرج جنتی عطایی | مجید کاظمی     |
| رویامو پس بده   | ایرج جنتی عطایی | مجید کاظمی     |

### تک‌آهنگ‌ها
مجید کاظمی همچنین چندین تک‌آهنگ رسمی دارد که عبارتند از:
| نام ترک         | شعر             | موسیقی و تنظیم          |
| --------------- | --------------- | ----------------------- |
| خیانت (ریمیکس)  | علی عبدالرضایی  | مجید کاظمی              |
| آلزایمر         | علی عبدالرضایی  | مجید کاظمی              |
| گمشده           | علی عبدالرضایی  | مجید کاظمی              |
| تن متروک        | حمید رحیمی      | مجید کاظمی              |
| وهم بی‌جواب      | حمید رحیمی      | مجید کاظمی              |
| هذیان           | شاهین نجفی      | شاهین نجفی-مجید کاظمی   |
| کوبانی          |                 | رضا عین‌اللهی-مجید کاظمی |
| اعدام           | شاهین نجفی      | شاهین نجفی-مجید کاظمی   |
| گریه جواب می‌دهد | ایرج جنتی عطایی | مجید کاظمی              |
| سلول مرگ        | ایرج جنتی عطایی | مجید کاظمی              |
| جوانه           | ایرج جنتی عطایی | مجید کاظمی              |
| شناسنامه        | ایرج جنتی عطایی | مجید کاظمی              |
| عریان           | ایرج جنتی عطایی | مجید کاظمی              |
| رو به رویا      | ایرج جنتی عطایی | مجید کاظمی              |

| - وبسایت رسمی مجید کاظمی - حساب کاربری تویتر - وبگاه فیسبوک 1. 2. 3. 4. 5. 6. 7. 8. 9. 10. 11. 12. 13. 14. 15. 16. 17. 18. 19. 20. 21. 22. 23. 24. 25. 26. 27. 28. 29. 30. 31. 32. 33. 34. 35. |